# 處容
處容（朝鮮文：처용）是新羅東海龍王之子，传说他辅佐新罗宪康王，被赐美女为妻。疫神嫉妒化作人形在无人夜里占有处容之妻。回到家里的处容见寝有二人，乃唱歌跳舞而退。疫神见状现出原形，跪在处容面前说：“誓今以后，见画公之形容，不入其门矣。”从此后，处容成为人们贴在门前驱赶瘟疫的门神。:68-73:30-40
据《三国史记》载，处容“形容可骇，衣巾诡异，时人谓之‘山海精灵’。”有观点认为处容是阿拉伯人。庆州出土的大量西域文物显示新罗与西域交流十分频繁。为避开百济和高句丽，新罗开通了黑山岛到中国长江入海口的航线。在短时间内，就可以从新罗最大的贸易港蔚山到达伊斯兰商人集居的中国扬州、明州等地。在庆州出土的胡人文官俑与处容之辅弼王政紧紧相连。:70-73

## 《三國遺事》卷二
|  | 風雨調於四時，於是大王遊開雲浦（在鶴城西南今蔚州）王將還駕畫歇於汀過。忽雲霧冥曀，迷失道路。怪問左右。日官奏云：“此東海龍所變也，宜行勝事以解之。” 於是敕有司為龍刱佛寺。近境施令已出，雲開霧散，因名開雲浦。東海龍喜，乃率七子現於駕前，讚德獻舞奏樂。其一子隨駕入京，輔佐王政，名曰處容。王以美女妻之，欲留其意，又賜級干職。其妻甚美，疫神欽慕之。變無人夜至其家，窃与之宿。处容自外至其家，见寝有二人，乃唱歌跳舞而退。歌曰:“东京明期月良夜入伊游行如可入良沙寝矣见昆角乌伊四是良罗二胯隐吾下于叱古，二胯隐谁支下焉古本矣吾下是如马于隐夺叱良乙何如为理古?”时神现形。跪于前曰:“吾羡公之妻,今犯之矣。公不见怒，感而美之，誓今已后，见画公之形容，不入其门矣。”因此国人门帖处容之形，以僻邪进庆。 |